# Плонский, Сергей Илларионович
Серге́й Илларио́нович Пло́нский (15 июля 1913, Николаев, Херсонская губерния — 30 августа 1991, Волгоград, СССР) — советский футболист, защитник, затем тренер. Мастер спорта СССР, заслуженный тренер РСФСР. Большую часть карьеры как игрок и тренер провел в клубах Сталинграда. Участник «Матча на руинах Сталинграда».

## Карьера игрока
В футбол начал играть в 1928 году в Николаеве. После окончания Московского института физкультуры в 1935—1937 гг. выступал за «Спартак» (Москва), в 1938—1940 гг. — «Торпедо» (Горький).
С 1941 по 1947 год играл за «Трактор» (Сталинград).